# Europakoordinierung (Deutschland)
Unter Europakoordinierung oder europapolitische Koordinierung versteht man in Deutschland die Positionierung der Bundesregierung, aber auch der deutschen Länder in Bezug auf die Politik der Europäischen Union, vor allem in der Kammer der Mitgliedstaaten, dem Rat der EU. Hierzu zählt vor allem die Abstimmung zwischen den einzelnen Bundesministerien (Ressorts). Im weiteren Sinne geht es auch um die Einbindung der Europapolitik in einem innenpolitischen Kontext.

## Entwicklung der europapolitischen Koordinierung

### Die Entwicklung seit den 1950er Jahren
Die Europakoordinierung und ihre Strukturen waren in den 50er Jahren von dem Streit zwischen Bundeskanzler Konrad Adenauer und seinem Wirtschaftsminister Ludwig Erhard geprägt. Adenauer begrüßte den Plan zur Schaffung einer Europäischen Gemeinschaft für Kohle und Stahl (EGKS) und betrachtete diese als ein Mittel, die sowjetische Gefahr abzuwehren. Da die Bundesrepublik nach dem Zweiten Weltkrieg in einer schwierigen wirtschaftlichen Lage war, war dies auch ein Mittel, das Wachstum wieder anzukurbeln. Für Adenauer war dies auch ein vitales außenpolitisches Interesse. Im Gegensatz zu Adenauer verfolgte Erhard nicht primär das Ziel der europäischen Integration, sondern den Aufbau einer sozialen Marktwirtschaft.
Zunächst spielten das Auswärtige Amt und das Wirtschaftsministerium eine prominente Rolle in der Europakoordinierung. Das Auswärtige Amt verfolgte die europäische Integration und das Wirtschaftsministerium den Aufbau der sozialen Marktwirtschaft. Da jedoch die EGKS und die Europäische Wirtschaftsgemeinschaft im Kern ökonomische Projekte waren, kam dem Wirtschaftsministerium für das operative Tagesgeschäft eine wichtige Rolle zu.

### Europakoordinierung nach 1990
Nach der Wiedervereinigung eröffneten sich für die deutsche Europapolitik neue Perspektiven, die die Skepsis der anderen europäischen Länder lindern sollte. Anfang der 1990er Jahre wies Deutschland durch die neu erlangte Souveränität, seiner zentralen geographischen Lage, seiner Wirtschaftskraft und seiner Bevölkerungsgröße großes Potential auf, der Motor europäischer Integration werden zu können. Diese Chance ging allerdings mit der Frage einher, welchen Kurs Deutschland in Bezug auf Europapolitik fahren würde.
Mit der Einheitlichen Europäischen Akte (EEA) (1987) und spätestens mit dem Vertrag von Maastricht (1993) wurde die Koordinierung der Europapolitik immer dringender. Nach außen hin bemühte man sich in den ersten Jahren nach der Wiedervereinigung eine möglichst kohärente Rhetorik zu führen. Helmut Kohl beispielsweise sprach vermehrt von den „Vereinigten Staaten von Europa“ (Jan Grünhage: Entscheidungsprozesse in der Europapolitik Deutschlands: Seite 38) und Genscher erklärte, dass Deutschland weiterhin aktiv am Vorantreiben der europäischen Integration beteiligt sein wollte. Die Wichtigkeit für die Bundesregierung Kohl/Genscher, ein proeuropäisches Bild nach außen zu tragen, zeigte sich insbesondere daran, dass Kohl den Beitritt zur Währungsunion trotz der großen Bedenken in Öffentlichkeit, Partei, Bundesbank und Bundesfinanzministerium durchsetzte.
Man war bemüht ein geschlossenes Bild an seine europäischen Nachbarn zu vermitteln, sodass diese einen verlässlichen Partner in Deutschland sehen konnten. Das Bild nach außen sollte jedoch nicht von einer internen Konkretisierung deutscher Position getrennt gedacht werden. Während man bis 1991 noch an der Idee eines „Vereinten Europas“ festzuhalten schien, änderte sich dahingehend die Rhetorik. Kohl verbannte den, mit staatsrechtlichen Problematiken behafteten, Begriff zur Wesensbestimmung Europas und sprach beispielsweise vom „Haus Europa“ (Jan Grünhage: Entscheidungsprozesse in der Europapolitik Deutschlands: Seite 40) das es auszubauen galt. Hierbei handelte es sich keineswegs um einen Paradigmenwechsel in Kohls Politik. Sein verändertes Vokabular passte sich vielmehr an die Ängste der Bevölkerung an, die durch den erlangten Integrationsstand befürchteten einen Identitätsverlust erleiden zu müssen. In der Regierungserklärung vom 11. November 1993, einen Monat nach dem Urteil des Bundesverfassungsgerichts zum Maastrichter Vertrag, betonte Kohl die Wichtigkeit des Subsidiaritätsprinzip als leitendes Prinzip für deutsche Europapolitik. Nach dem Prinzip der Einheit in Vielfalt, sollten die Mitgliedstaaten auf die europäische Ebene zurückgreifen können, wenn sie einer überstaatlichen Regelung auch tatsächlich bedurften.
Weiterhin erforderte die vorangehende europäische Integration, dass die Strukturen interministerieller Zusammenarbeit dem Erfordernis einer europanaher Problembetrachtung gerecht wurden. Durch den Vertrag von Maastricht wurde die Europäische Union von einem primär wirtschaftlich begründeten Zusammenschluss, zu einer politischen Union erhoben. Die zentrale Rolle des Wirtschaftsministeriums in den 1980er Jahren (es organisierte die Weisungen an die Ständige Vertretung in Brüssel) sollte durch den Aufbau von Europaabteilungen anderer Ministerien in den 1990er Jahren aufgeweicht werden. Dies bewirkte nicht zuletzt, dass das Politikfeld „Europa“ sich für Deutschland ausdifferenzieren konnte. Die Europaabteilungen suchten eigenständigen Kontakt nach Brüssel und versuchten auf diese Weise ihre Europakompetenz zu begründen.
Insgesamt blieb Deutschland auch nach der Wiedervereinigung stets europafreundlich, erschloss sich neue Handlungsspielräume durch erfolgreiches Einbetten in das neue europolitische Gefüge und erfuhr eine sektorale Ausdifferenzierung im Sinne einer effektiveren Interessensvertretung.

## Grundlagen
Macht die Europäische Kommission einen Gesetzesvorschlag, so wird dieser in der Regel vom Europäischen Parlament und vom Rat im Ordentlichen Gesetzgebungsverfahren diskutiert und beschlossen. Damit Deutschland im Rat mit einer einheitlichen Stimme sprechen kann, müssen sich alle betroffenen Ministerien möglichst früh eine Meinung über den Vorschlag bilden. Dazu gibt es verschiedene Gremien, die helfen, eine gemeinsame Position zu finden. Anschließend versucht die Bundesregierung eine Verhandlungsposition zu formulieren, um im Rat verhandeln zu können.

### Staatssekretärsausschuss für Europafragen
Nach dem Bundeskabinett ist der Staatssekretärsausschuss für Europafragen das oberste Koordinierungsgremium. Er wurde am 6. Februar 1963 vom Bundeskabinett eingerichtet. Erzielen die Ministerien im Vorfeld über einen Kommissionsvorschlag keine Einigung, berät der Staatssekretärsausschuss alle Vorschläge und trifft anschließend eine Entscheidung. Vorsitzender des Ausschusses ist der Staatsminister für Europa im Auswärtigen Amt. Er nimmt auch an den wöchentlichen Sitzungen des Bundeskabinetts teil. Stellvertretender Vorsitzender ist der für Europapolitik zuständige Staatssekretär des Bundeswirtschaftsministeriums. Der Ständige Vertreter der Bundesregierung bei der EU ist ebenfalls Mitglied im Staatssekretärsausschuss.

### Runde der Europa-Abteilungsleiter
Dieses Gremium tagt etwa alle vier Wochen. Hier haben das Auswärtige Amt und das Wirtschaftsministerium den Vorsitz. Auch der Stellvertretende Ständige Vertreter der Bundesregierung bei der EU nimmt an den Sitzungen teil. Hier werden die Meinungsverschiedenheiten zwischen den Ministerien festgestellt. Die auflösbaren Konflikte zwischen den Ministerien werden auf Abteilungsleiter-Ebene formuliert, um den Staatssekretärsausschuss vorzubereiten. Ziel ist auch die Nachverfolgung von Beschlüssen des Staatssekretärausschusses für Europafragen. Die Sitzungen dienen auch dazu, die deutschen Positionen zu klarifizieren und die Meinungsverschiedenheiten mit anderen EU-Mitgliedstaaten zu identifizieren.

### Europabeauftragte der Ministerien
Die Europabeauftragten der Ministerien treffen sich ohne regelmäßigen Sitzungsrhythmus; den Vorsitz hat der Referatsleiter der Europa-Koordinierungsgruppe (EKR) inne. Die Europabeauftragten sind im Allgemeinen die Referatsleiter, die für die Europakoordinierung in den Ministerien zuständig sind. Zweck ihrer Treffen sind die Klärung von Einzelfragen sowie die Beantwortung von technischen Fragen.

### Europapolitische „Frühwarnung“ – die EU-Koordinierungsgruppe
Die Europa-Koordinierungsgruppe in der Europaabteilung des Auswärtigen Amts versucht den Meinungsbildungsprozess in den EU-Institutionen sowie die Positionen anderer EU-Mitgliedstaaten zu analysieren, die allgemein deutsche oder spezielle Ressortinteressen betreffen. Sie steht in Kontakt zur Ständigen Vertretung und koordiniert die Weisungen an den Ausschuss der Ständigen Vertreter. Ziel der EU-Koordinierungsgruppe ist es, die Bundesregierung frühzeitig in die Lage zu versetzen, zu Vorhaben und Initiativen der Europäischen Kommission Position zu beziehen und die Bundesregierung auf kommende Anpassungen der nationalen Gesetzeslage vorzubereiten.

### EU-Beauftragte der deutschen Botschaften
Die EU-Beauftragten der deutschen Botschaften innerhalb der Europäischen Union berichten über die Positionen der Mitgliedstaaten zu europäischen Fragen. Koordiniert wird diese Arbeit durch die Europaabteilung des Auswärtigen Amtes, dessen EU-Koordinierungsgruppe (EKR) Informationen sammelt bzw. zur Verfügung stellt.

## Europakoordinierung in der Bundesregierung

### Allgemeines
Die Bundesministerien spielen eine sehr wichtige Rolle in der Europakoordinierung. Während das Auswärtige Amt, das Wirtschaftsministerium, das Finanzministerium und das Landwirtschaftsministerium bis in die 1960er Jahre die entscheidenden Akteure in der Europapolitik waren und in dem Staatssekretärsausschuss die Entscheidungen gemeinsam trafen, sind heute auch alle anderen Ministerium in Europapolitik tätig. Sie sind im Rat vertreten und sie können durch verschiedene Gremien in den Entscheidungsprozess bezüglich der Europapolitik eingreifen. Sie haben jedoch nicht denselben Einfluss in der deutschen Europapolitik.

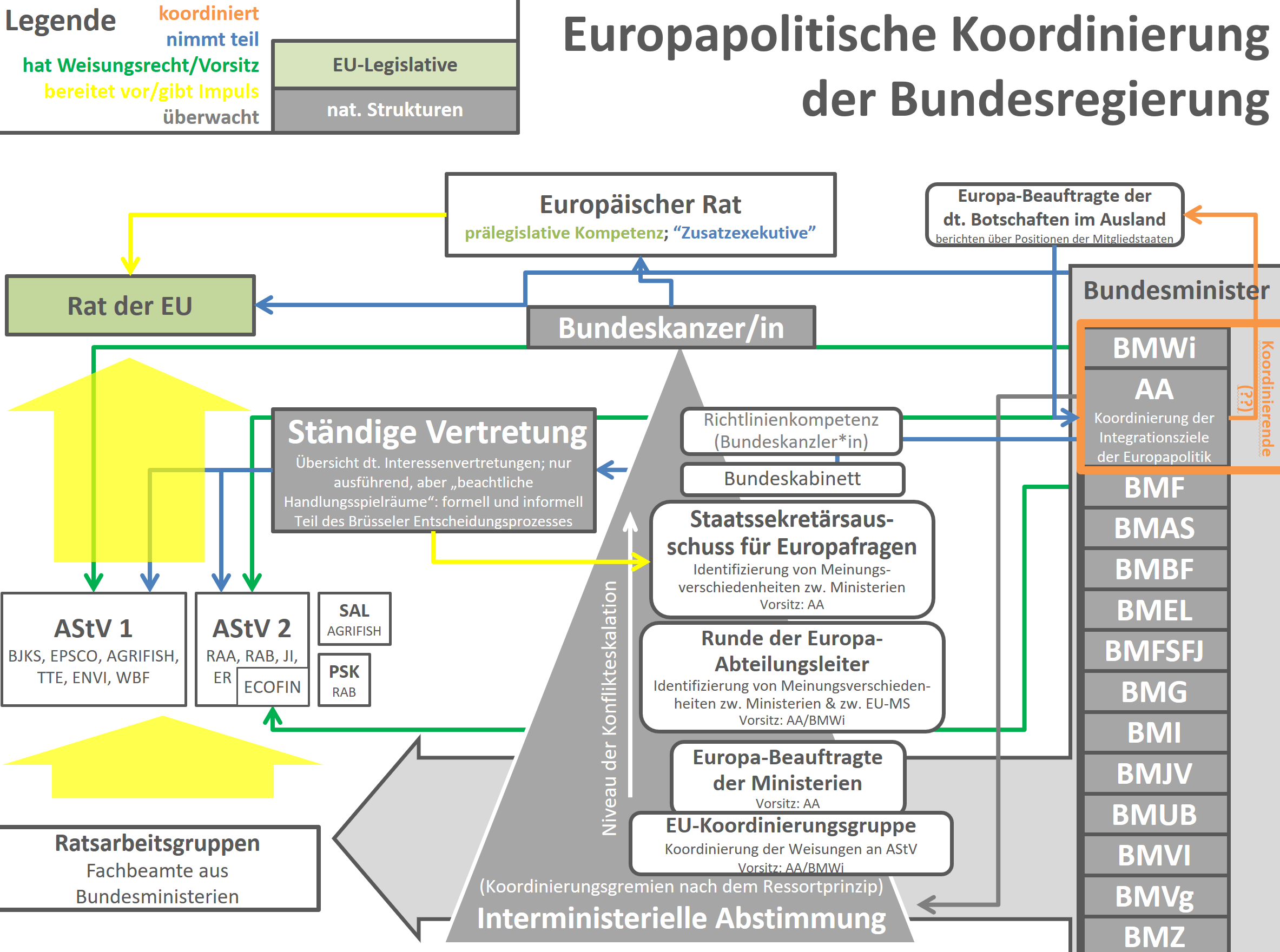
Europapolitische Koordinierung der Bundesregierung

### Auswärtiges Amt
Das Auswärtige Amt stand anfangs im Schatten von Konrad Adenauer. Seitdem 1974 der Allgemeine Rat der Außenminister gebildet wurde, gewann das Auswärtige Amt immer mehr Einfluss in der deutschen Europapolitik. Mit dem Vertrag von Maastricht wurde die bisherige Europäische Politische Zusammenarbeit (EPZ) durch die Gemeinsame Außen- und Sicherheitspolitik (GASP) ersetzt. Durch die teilweise Verlagerung der Außenpolitik auf die europäische Ebene verstärkte sich auch die Bedeutung der EU innerhalb des Ministeriums.
Seit dem Jahr 1993 verfügt das Auswärtige Amt über eine Europaabteilung. Diese ist u. a. für Vertragsreformen und für die Erweiterungspolitik zuständig. In ihre Zuständigkeit fallen auch die bilateralen Beziehungen mit anderen Staaten sowie die GASP und die Europäische Sicherheits- und Verteidigungspolitik (ESVP). In der Bundesregierung hat das Auswärtige Amt eine Koordinierungsfunktion. Es ist verantwortlich für die Vorbereitung der Sitzungen des Europäischen Rates sowie die Vorbereitung des Rates für Allgemeine Angelegenheiten sowie des Rates für Außenbeziehungen. Gemeinsam mit dem Bundeswirtschaftsministerium koordiniert das AA die wöchentlichen Sitzung des Ausschusses der Ständigen Vertreter (AStV).
Wichtig war auch die Rolle des Auswärtigen Amts bei der Vorbereitung des Vertrags von Lissabon. Um diese Vorarbeiten zu koordinieren, wurde 2009 ein „Arbeitsstab Vertrag von Lissabon“ geschaffen. Das Auswärtige Amt verfügt über 10 verschiedene Referate und seit 2001 über eine EU-Koordinierungsgruppe (EKR). Die EKR spielt eine Schlüsselrolle in der Europakoordinierung. Ihr Leiter übernimmt den Vorsitz in der Runde der Europabeauftragten der Bundesministerien und bereitet – im Wechsel mit dem Europakoordinierungsreferat des Bundeswirtschaftsministerium – die Treffen der Abteilungsleiter in den Ministerien, die für Europa zuständig sind, (Europa-Abteilungsleiter) vor. Schließlich übermittelt die EKR Weisungen für den Ausschuss der Ständigen Vertreter Teil II in Brüssel (die Weisungen für den AStV Teil I werden durch das Bundeswirtschaftsministerium übermittelt) und informiert das Auswärtige Amt über europapolitische Themen.

### Bundesministerium für Wirtschaft und Technologie
Das Bundesministerium für Wirtschaft und Technologie war sehr lange Zeit ein Schlüsselministerium für die deutsche Europapolitik. Bis 1998 war das Wirtschaftsministerium für die Koordinierung der Weisungen für die Sitzungen des AStV für die Weisungssitzungen der Bundesregierung und für die Ausschuss der Europabeauftragten zuständig. Seit 2006 hat es diese Aufgabe wieder übernommen – geteilt mit dem Auswärtigen Amt. Es informiert die Bundesregierung über die Geschehnisse in Brüssel und vertritt die Bundesregierung vor dem Europäischen Gerichtshof.
Bis 1998 fungierte das BMWi auch als Sekretariat des Staatssekretärsausschusses für Europafragen (jetzt AA). Schon sehr früh gab es im Bundesministerium für Wirtschaft keine klare Trennung zwischen innenpolitischen und europäischen Themen. Seit 2006 ist das Wirtschaftsministerium wieder zuständig für EU-Grundsatzfragen (Koordinierung), Europarecht (vorprozessuale Koordinierung aller Vertragsverletzungsverfahren gegen Deutschland, Vertretung vor dem Europäischen Gerichtshof), EU-Beihilfenkontrollpolitik, Binnenmarktfragen, EU-Strukturpolitik sowie einige weitere Bereiche.
Die europapolitische Abteilung besteht aus zwölf Referaten. Das Koordinierungsreferat übernimmt gemeinsam mit dem Auswärtigen Amt den Vorsitz in den wöchentlichen Weisungssitzungen der Bundesregierung. Sein Referatsleiter ist zugleich Europabeauftragter des BMWi.

### Bundesministerium der Finanzen
Das Bundesministerium der Finanzen ist vor allem für die europäische Währungs-, Steuer- und Haushaltspolitik zuständig. Mit der steigenden Bedeutung der Wirtschafts- und Währungspolitik stieg seit den 1980er Jahren auch der Einfluss des BMF. 1998 übernahm es die Zuständigkeit für den Rat der Wirtschafts- und Finanzminister (ECOFIN) und für den EU-Währungsausschuss des Bundeswirtschaftsministeriums.
Von 1998 bis 2005 war das Bundesministerium der Finanzen das zweite EU-koordinierende Ministerium der Bundesregierung. Zuvor war die Europaabteilung des Bundesministeriums für Wirtschaft in das BMF überführt worden. Es übermittelte die offiziellen Informationen und Dokumente aus dem Generalsekretariat des Rates über die Ständige Vertretung Deutschlands in Brüssel an die verschiedenen Ressorts (jetzt wieder BMWi). Erst mit Ende der rot-grünen Regierung wurde die Europaabteilung wieder in die Zuständigkeit Wirtschaftsministerium gelegt.
Das BMF nimmt an verschiedenen Gremien teil, etwa an der Europaabteilungsleiterrunde und den Weisungssitzungen der Bundesregierung. Innerhalb des BMF liegt die Hauptzuständigkeit für Europapolitik in der gleichnamigen Abteilung E. Das wichtigste Organ für Europakoordinierung innerhalb des BMF ist das Referat für „Grundsatzfragen der Europapolitik, Institutionen und Verfahren“.

### Bundesministerium für Ernährung und Landwirtschaft
Da die Agrarpolitik auf der europäischen Ebene schon immer eine große Bedeutung hatte, spielte das Bundeslandwirtschaftsministerium seit den 1960er Jahren eine wichtige Rolle. Der Einfluss des Ministeriums verstärkte sich, je mehr Politikfelder auf die europäische Ebene verlagert wurden.
Die Europapolitik des Ministeriums wird durch die Unterabteilung „EU-Politik, Fischerei“ koordiniert, die über sieben Referate verfügt. Das Europapolitische Grundsatzreferat ist für die Koordinierung der Europapolitik zuständig. Der Leiter dieses Referats ist der Europabeauftragte des Ministeriums. Wegen der großen Bedeutung der europäischen Verbraucherpolitik ist das Ministerium sehr europäisiert und es gibt kaum eine Grenze zwischen Innen- und Europapolitik. Trotzdem spielt das BMEL nur eine geringe Rolle für die Vertretung Deutschlands in Brüssel, und da die Bedeutung der Gemeinsamen Agrarpolitik zurückgeht, kann man auch einen Rückgang der Bedeutung dieses Ministeriums beobachten.
Innerhalb Deutschlands erfuhr das Ministerium allerdings jüngst eine Umstrukturierung. Mit der neuen Koalition wurde der Verbraucherschutz in das Justizministerium verlagert. Welche Konsequenzen sich hierdurch auf Brüsseler Ebene ergeben, bleibt noch offen. Durch Heiko Maas (SPD) könnten die Thematiken um den Verbraucherschutz innenpolitisch einer juristischeren Herangehensweise unterworfen werden. Der Verbraucherschutz wird im engen Zusammenhang mit dem Datenschutz und Internetrechten gesehen, verlangt vor allem auf digitaler Ebene eine Ausgestaltung. Das Initiativrecht des Justizministeriums macht es möglich, schneller zu einem Gesetzesentwurf zu kommen. Dies war im Agrarministerium vorher nicht möglich. Insofern kann gefolgert werden, dass durch den neuen Ressortzuschnitt der Verbraucherschutz an rechtlicher Relevanz gewinnt und auch auf EU-Ebene das Sprachrohr weiten könnte.

### Bundesministerium des Innern
Bis in die 1980er Jahre war das Bundesministerium des Innern (BMI) nicht unmittelbar von der Europapolitik betroffen. Seit dem Vertrag von Maastricht gibt es jedoch eine europäische Zusammenarbeit in der Justiz- und Innenpolitik. Heute werden Europafragen im Bereich Polizei, Grenzschutzangelegenheiten, Aufenthalts- und Asylfragen sowie im Bereich Visaerteilung im BMI durch die Abteilung E „EU- und internationale Angelegenheiten“ bearbeitet. Diese Abteilung verfügt über fünf Referate, die sich um Europafragen kümmern. Die Rechtssetzung in diesen Bereichen erfolgt durch den Rat (Justiz und Inneres) unter Beteiligung des Europäischen Parlaments. Für den Bereich der Innenpolitik treffen sich die Innenminister und der zuständige Vertreter der Europäischen Kommission ca. alle zwei Monate im Rat.

### Andere Bundesministerien
Neben dem Auswärtigen Amt, dem Bundesministerium für Wirtschaft und dem Bundesministerium für Verbraucherschutz, Ernährung und Landwirtschaft sind auch die anderen Bundesministerien in die Europapolitik eingebunden. Allerdings geht ihre Europakoordinierung nicht so weit zurück und hat eine geringere Bedeutung als in den anderen Ministerien. Mit der Gründung der Europäischen Union 1992 wurden neue Politikbereiche auf die europäische Ebene übertragen, und auch die anderen Bundesministerien richteten Europaabteilungen ein. Heute verfügen alle Ministerien zumindest über ein EU-Referat und über einen Europabeauftragten.

## Europakoordinierung in den Ländern
Die Länder spielen eine sehr wichtige Rolle in der deutschen Politik, die durch Föderalismus ein politisches Mehrebenensystem charakterisiert ist. Genauso wie in der Innenpolitik haben die Bundesländer auf EU-Ebene das Recht gewonnen, ihre Stimme geltend zu machen und ihre eigenen Interessen zu vertreten. Nach und nach richteten die Bundesländer eigene europäische Strukturen wie Europaabteilungen, Ministerien und Referate sowie Vertretungen in Brüssel ein.
Mit dem Vertrag von Lissabon wurden die nationalen Parlamente und die Regionen gestärkt. Die nationalen Parlamente – in Deutschland Bundestag und Bundesrat – wachen über die Einhaltung des Subsidiaritätsprinzips und können Subsidiaritätsrüge und Subsidiaritätsklage erheben. Zudem ist die Achtung der regionalen und kommunalen Selbstverwaltung in Art. 4 Abs. 2 EUV festgeschrieben. In der Stuttgarter Erklärung vom 22. Juni 2010 erkennen die Bundesländer ihre neue Verantwortung an, fordern aber auch mehr Mitspracherechte für die Landesparlamente.

## Europakoordinierung des Bundestages
Der Deutsche Bundestag betreibt seit den 1980er Jahren eine Europakoordinierung. Im Mai 1987 wurde ein Unterausschuss für Angelegenheiten der Europäischen Gemeinschaft beim Auswärtigen Ausschuss eingesetzt. Mit dem Vertrag von Maastricht wurde der Europaausschuss eingerichtet, der seitdem als Querschnittsausschuss für die Koordinierung der Europapolitik des Bundestages zuständig ist.
Seit 1992 weist das Grundgesetz dem Bundestag in Art. 23 GG ein Mitwirkungsrecht in Angelegenheiten der Europäischen Union zu. Die Bundesregierung muss den Bundestag und den Bundesrat in europäischen Angelegenheiten umfassend und zum frühestmöglichen Zeitpunkt unterrichten. Auch hat die Bundesregierung dem Bundestag vor ihrer Mitwirkung an Rechtsetzungsakten der Europäischen Union Gelegenheit zur Stellungnahme zu geben. Seit 2007 hat der Bundestag seine Europakoordinierung durch die Gründung eines Europareferats und eines Verbindungsbüros in Brüssel gestärkt.
Der Vertrag von Lissabon hat die Rechte der nationalen Parlamente in der EU erweitert. Sie tragen u. a. für die Beachtung des Grundsatzes der Subsidiarität Sorge – etwa durch Erhebung von Subsidiaritätsrüge und Subsidiaritätsklage und beteiligen sich an der interparlamentarischen Zusammenarbeit, etwa in der Konferenz der Europaausschüsse (COSAC), aber auch mit dem Europäischen Parlament. Darüber hinaus erhalten sie weitgehende Informationsrechte im Bereich der europäischen Gesetzgebung, Kontrollrechte in der Justiz- und Innenpolitik und werden an den Verfahren zur Änderung der Verträge beteiligt.
Im Nachgang zum Lissabon-Urteil des Bundesverfassungsgerichts hat der Deutsche Bundestag die Begleitgesetzgebung zum Vertrag von Lissabon überarbeitet. Das neue Integrationsverantwortungsgesetz greift die vom Bundesverfassungsgericht formulierten Vorschläge zur Ausgestaltung der Mitwirkungsrechte von Bundestag und Bundesrat auf. Danach muss die Bundesregierung den Bundestag über Berichte, Vorschläge und Richtlinien der EU-Kommission informieren und im Allgemeinen alle Dokumente der EU-Ebene weiterleiten. Außerdem wurde die Interinstitutionelle Vereinbarung zwischen Bundestag und Bundesregierung über die Zusammenarbeit in Angelegenheiten der EU aus dem Jahr 2006 in Gesetzesform gegossen.
Das „Gesetz zur Änderung des Gesetzes über die Zusammenarbeit von Bundesregierung und Deutschem Bundestag in Angelegenheiten der Europäischen Union“ präzisiert die durch die Bundesregierung zu übermittelnden Dokumente sowie die Grundsätze der Unterrichtung durch die Bundesregierung und regelt die Bedingungen, unter denen der Bundestag eine Stellungnahme abgeben kann. In jedem Fall muss die Bundesregierung vor ihrer Mitwirkung an europäischen Gesetzesvorhaben dem Bundestag Gelegenheit zur Stellungnahme geben. Gibt der Bundestag eine Stellungnahme ab, legt die Bundesregierung diese ihren Verhandlungen zugrunde. Gibt der Bundestag eine Stellungnahme ab, so muss die Bundesregierung im Rat einen Parlamentsvorbehalt einlegen, wenn der Beschluss des Bundestages in den Verhandlungen nicht durchsetzbar ist. Lediglich aus wichtigen außen- oder integrationspolitischen Gründen kann die Bundesregierung abweichende Entscheidungen treffen.

## Europakoordinierung der Parteien
Auch die Parteien sind im Mehrebenensystem zunehmend von europäischer Politikverflechtung betroffen. Richtlinien für die Europapolitik der Parteien sind die Grundsatz- und die jeweiligen Wahlprogramme. Sie sind auch für die Auswahl der Kandidaten zum Europäischen Parlament zuständig.

## Europakoordinierung der Interessengruppen
Deutsche Interessengruppen sind in der Europapolitik in hohem Maße präsent, sei es über Einflussnahme in der Bundespolitik, sei es direkt bei den Organen der Europäischen Union. Auf Grund der großen Präsenz deutscher Lobbyisten in Brüssel wird den Interessengruppen ein hoher Einfluss zugesprochen. Die Bundesregierung bietet ein gewisses Maß an Koordination mit deutschen Interessenvertretern über die Ständige Vertretung der Bundesrepublik Deutschland bei der Europäischen Union. und über das Netzwerk Europäische Bewegung Deutschland an, koordiniert vom Auswärtigen Amt.
Im Vertrag von Lissabon wird den Interessengruppen in Art. 11 EUV die Gelegenheit zugesichert, sich am EU-Gesetzgebungsprozess zu beteiligen. Insbesondere werden die EU-Organe verpflichtet, einen offenen, transparenten und regelmäßigen Dialog mit den repräsentativen Verbänden und der Zivilgesellschaft zu pflegen (Art. 11 Abs. 2 EUV). Die Europäische Kommission wird aufgefordert, umfangreiche Anhörungen der Betroffenen durchzuführen (Art. 11 Abs. 3 EUV). Die Arbeit der Interessengruppen ist dabei ein Mittel, die direkte Demokratie zu fördern und den Dialog mit der Zivilgesellschaft zu stärken.

## Debatte
Die Bedeutung der Europakoordinierung der Bundesregierung wird zunehmend durch Maßnahmen des Auswärtigen Amts und des Netzwerks Europäische Bewegung Deutschland unterstrichen. Mit Dialogveranstaltung „Eu-De-Briefings“ versucht die Bundesregierung zunehmend, die Institutionen und Interessengruppen in der Bundespolitik über die deutsche Europapolitik zu informieren.

### Effizienz und Legitimität der EU-Koordinierung
Die Effizienz der deutschen Europakoordinierung wird durch die Vielzahl der Akteure und Entscheidungsträger auf Bundes- und Landesebene beeinflusst. Dies erschwert die Findung einer einheitlichen deutschen Position im Rat. Auch verfolgen die einzelnen Ressorts auf Bundesebene ihre jeweils eigene Europapolitik, was zu Konflikten in der Europakoordinierung führen kann. Ein Ausweg könnte die Schaffung eines Europaministeriums sein. Allerdings hat auch die Schaffung neuer Koordinierungsgremien wie der EKR zu einer Verbesserung der Koordinierung geführt. Gleichzeitig wird die Legitimität der Europakoordinierung insbesondere in Bezug auf die Einbindung des Bundestages kontrovers diskutiert.

### Reformvorschläge zur EU-Koordinierung
Die Hauptstadtgruppe der Europa-Union Deutschland hat 2012 in einem mehrseitigen Papier 7 Empfehlungen zur Verbesserung der Europakoordierung herausgegeben.
Im August 2017 kritisierte der Präsident der Europäischen Bewegung Deutschland Rainer Wend die Europakoordinierung als veraltet: Die Bundesregierung habe ganze 23 Beamte im Bundeskanzleramt zur Verfügung. Viel zu wenige, die die deutsche Politikgestaltung in Brüssel daher nur „auf Lücke“ begleiten können.